# Rysa Bay
Rysa Bay är en vik i Storbritannien.   Den ligger i kommunen Orkneyöarna och riksdelen Skottland, i den norra delen av landet, 800 km norr om huvudstaden London. Rysa Bay ligger på ön Hoy.